# Психологія мас і аналіз «Я» людини
Психологія мас і аналіз «Я» людини (нім. Massenpsychologie und Ich-Analyse) - книга австрійського психолога та засновника психоаналізу — Зигмунда Фрейда. Вперше видана у 1921 році у Відні.

## Опис
У публікації Психологія мас і аналіз Я людини Фрейд описує те, як функціонують маси як частини суспільства, а також яким чином та чому окремі індивіди прагнуть єднатися у маси. 
«Отже, психологія мас займається дослідженням окремої людини як члена племені, народу, касти, стани, інституту або як складової частини людського натовпу, організованої в масу до певного часу для певної мети».

― Зигмунд Фрейд. «Психология масс и анализ человеческого „Я“».

Зв'язки окремих індивідів формуються, за словами автора, здебільшого через фізичний та емоційний потяг, який тою чи іншою мірою приглушений чи активований, а культурні та групові зв'язки виникають через наявність підсвідомого страху не мати орієнтиру та підтримки. 
«…Таким чином створюється відчуття стану, у якому окремі чуттєві спонукання і особиста інтелектуальна діяльність індивіда занадто слабкі, щоб набути якогось індивідуально гозначення, і повинні дочекатися підкріплення у вигляді одноголосного повторення з боку інших складових маси індивідів».
― Зигмунд Фрейд. «Психология масс и анализ человеческого „Я“».

У цій книзі Фрейд звертається до своєї теорії інстинктів, а саме лібідо, стверджуючи, що воно є основним чинником підкорення та навіювання. Прикладом лібідозних зв'язків в «Психології мас…» є зв'язок між батьком та сином, де син прагне до наслідування сильнішої та героїчної, у своєму уявлені, постаті.
Наступним важливим чинником у творення мас Фрейд вбачає наявність «вождя». Він наводить приклад армії, де людина позбавлення амбівалентності почуттів, до яких схильна перебуваючи в інших стосунках. Саме на основі цього припущення Фрейд висловлює незгоду з авторами, праці яких використовує у своїй книзі. Для нього проблемою є те, як інші дослідники в цій галузі знецінюють роль вождя у формуванні спільноти. Проте масу, очолювану вождем, Фрейд порівнює з первісною ордою, де люди рівняються не лише на лідера, а й один на одного, це також є ознакою страху перед втратою орієнтира.
Також згадується гіпноз, який порівнюється із закоханістю. Для Зигмунда Фрейда і те й інше схоже за своєю природою та впливом на свідомість індивіда. Гіпноз здійснюється Ідеалом маси, він викликає почуття безмірної закоханості, проте не потребує сексуального підтексту. Тут застосовується теорія «Я» та «Над Я».

### Два типи мас за Зигмундом Фрейдом
1. Короткочасний вид — той, який піддається швидкій зміні інтересів або трендів.
2. Стійкий та постійний вид — той, який володіє більш стійкою позицією щодо переконань. Прикладами є церква та військо.

## Згадані автори і праці
- Гюстав Ле Бон — французькому психологу присвячений окремий розділ праці «Психологія мас та аналіз „Я“ людини». Розділ називається: «Опис масової душі у Ле Бона». Зигмунд Фрейд базує своє дослідження на праці Ле Бона, проте розвиває власну думку, яку започаткував ще пишучи «Тотем і табу» У ньому описується поняття мас на базі психологічного аналізу. Маса тут визначається як умова, яка слугує кардинальним змінам в поведінці та мисленні індивідів. Така умова є проблематичною та складною для вивчення, оскільки перекреслює поведінковий алгоритм вивчений під час аналізу окремого індивіда.
- Ойген Блейлер — швейцарський психіатр, у якого Фрейд запозичив термін «амбівалентності».
- Вільям Макдугалл — британський психолог. Праця «Груповий розум»
- Вілфред Троттер — британський хірург. Фрейд використав його працю «Інстинкти орди в умовах війни та миру», для розвитку своєї думки щодо важливості вождя в масах на прикладі війська.

## У сучасній культурі
- 23 березня 2020 року на американській мультимедійній платформі Netflix відбулась прем'єра австрійсько-німецького кримінального телесеріалу «Фрейд» («Freud»). Сюжет переосмислює життя видатного психолога і представляє його у ролі детектива. У серіалі показано, яким чином могли б застосовуватись ідеї та теорії молодого Зигмунда Фрейда.

## Також див
- Фрейдизм
- Психологія
- Маси